# NGC 7441
NGC 7441 est une galaxie spirale barrée située dans la constellation du Verseau. Sa vitesse par rapport au fond diffus cosmologique est de 4 102 ± 26 km/s, ce qui correspond à une distance de Hubble de 60,5 ± 4,3 Mpc (∼197 millions d'al).
NGC 7441 a été d'abord été observée par l'astronome germano-britannique William Herschel en 1789, mais il n'a jamais publié cette observation. La découverte de NGC 7441 est donc attribuée à l'astronome américain Ormond Stone en 1886. Cette galaxie a aussi été observée par l'astronome français Stéphane Javelle le 17 septembre 1892 et elle a été inscrite à l'Index Catalogue sous la cote IC 1458. Notons que la base de données HyperLeda considère que NGC 7441 est la seule source consultée qui considère que NGC 7441 est la galaxie PGC 70186, différente de d'IC 1458. 
La classe de luminosité de NGC 7441 est III-IV et elle présente une large raie HI.